# Clássico Mineiro
O Clássico Mineiro, também chamado de Superclássico Mineiro, Derby Mineiro ou Galo contra Raposa, é o mais importante clássico de futebol de Minas Gerais e um dos maiores do Brasil, que envolve o Clube Atlético Mineiro e o Cruzeiro Esporte Clube, os principais clubes de Belo Horizonte e dois dos maiores do país.

## História

### Início da rivalidade
Durante a primeira metade do século XX, o maior clássico de Minas Gerais era disputado entre Atlético e América. O "Galo" venceu a Taça Bueno Brandão em 1914 e o primeiro campeonato estadual em 1915, enquanto o América conquistou as dez edições seguintes, de 1916 a 1925. Foi apenas a partir dos anos 50 que a rivalidade entre Atlético e Cruzeiro começou a se firmar como a mais forte do estado. O fato de terem dividido a taça do estadual de 1956 fez crescer essa rivalidade, que explodiu anos depois, com a inauguração do Mineirão.
Até a inauguração do Mineirão, em 1965, a vantagem do Atlético no clássico era bastante ampla. Dos 57 confrontos no Independência – inaugurado em 1950 – até então, haviam acontecido 29 vitórias atleticanas contra 17 cruzeirenses.

### Era Independência e Era Mineirão
Jogando no Estádio Independência, os alvinegros têm um retrospecto bastante favorável no Clássico. Desde o primeiro confronto no Horto, na vitória do Atlético por 1 a 0 em 25 de julho de 1954 até 2023, ocorreram 79 jogos, com 40 triunfos do "Galo", 21 da "Raposa" e 18 empates. Os atleticanos marcaram 110 gols, e os cruzeirenses, 75.
O surgimento do Mineirão marcou a virada e o domínio da equipe celeste, que passou a contar com atletas talentosos como Raul, Piazza, Dirceu Lopes, Natal e Tostão. A Raposa conquistou cinco títulos mineiros consecutivos de 1965 a 1969. Anos depois, o Atlético reagiu superando a série cruzeirense, com um hexacampeonato de 1978 a 1983, com um time de craques como Luizinho, Nelinho, Cerezo, Reinaldo, Paulo Isidoro e Éder, não dando chances ao rival. O primeiro confronto entre as duas equipes realizado no Mineirão aconteceu em 24 de outubro de 1965, e o Cruzeiro venceu o Atlético por 1 a 0. Durante 60 anos (entre 1965 e 2025), foram 252 confrontos no "Gigante da Pampulha", com vantagem celeste: 90 vitórias, contra 81 do Atlético e 81 empates. Jogando no Mineirão, o Cruzeiro marcou 292 gols no clássico, contra 273 do Atlético.

### Torcida única e "Novo Mineirão"
Em 2010, o estádio Mineirão foi fechado para as reformas necessárias para a Copa do Mundo. Durante este período, as equipes mandaram seus jogos em estádios no interior do estado (Arena do Jacaré e Parque do Sabiá) e os clássicos passaram a contar com torcida única. As duas torcidas só voltaram a se encontrar em 3 de fevereiro de 2013, no jogo de reinauguração do estádio. A partida entre as duas equipes, válida pela primeira rodada do Campeonato Mineiro, terminou com a vitória do Cruzeiro por 2 a 1. O público presente na partida foi de 59.968 e o público pagante, de aproximadamente 53 mil pessoas.
Desde a reforma do estádio em 2013, ocorreram 28 clássicos no "Novo Mineirão", com 9 vitórias e 31 gols do Cruzeiro, 9 vitórias e 30 gols do Atlético, e outros 10 empates.

### Final da Copa do Brasil
No dia 5 de novembro de 2014, as equipes mineiras se classificaram para a final da Copa do Brasil. Nas semifinais, os atleticanos impuseram uma virada sobre o Flamengo por 4 a 1 no Mineirão, após perderem por 2 a 0 no primeiro jogo. Já o Cruzeiro, que tinha acabado de ser tetracampeão brasileiro, empatou com o Santos na Vila Belmiro em 3 a 3, após ter vencido por 1 a 0 em casa. Pela primeira vez na história, as duas equipes mineiras decidiram um título nacional.
Na primeira partida, realizada no Independência, vitória do Atlético por 2 a 0. No jogo de volta, no Mineirão, outra vitória do Atlético, dessa vez por 1 a 0, o que lhe garantiu o título inédito da Copa do Brasil de 2014.

### A "Capital do Futebol"
Após a reforma e reinauguração do Mineirão, em 2013, as equipes mineiras voltaram a destacar-se nacional e internacionalmente. Ainda em 2013 o Atlético conquistou o título inédito da Taça Libertadores, enquanto o Cruzeiro ganhou pela terceira vez o Campeonato Brasileiro. Em 2014, além de decidirem o título da Copa do Brasil 2014, vencido pelo Atlético, as duas equipes foram protagonistas em outros campeonatos. O Atlético conquistou também o título de campeão da Recopa Sul-Americana, enquanto o Cruzeiro conquistou o Campeonato Brasileiro de 2014, o tetracampeonato de sua história e bicampeonato seguido. Estas conquistas e destaques fizeram com que o New York Times dedicasse uma reportagem à dupla mineira, dando a Belo Horizonte o título de "Capital do Futebol".

## Estatísticas

### Confrontos diretos
Muitos clássicos pelo Brasil adotam um sistema único de contagem para seus jogos, em que se trabalha com uma harmonia numérica nas estatísticas. No Clássico Mineiro, porém, a realidade é diferente. O principal motivo que faz com que as duas equipes contem as partidas de maneiras diferentes está no período do início dos clássicos, de 1921 até meados da década de 1940, quando não havia prática de se registrar em súmula oficial os dados e resultados dos jogos. Por isso, há muitos placares que são questionados e que podem até ser revistos. O Atlético Mineiro afirma que contabiliza todas as vezes que as equipes foram ao campo de jogo e se enfrentaram. Entretanto, há algumas partidas que entraram nas contas da "Raposa" que não constam nos registros do "Galo". Em 2007, os dois clubes tentaram dialogar para unificar os números e, assim, poder fazer uma divulgação mais sólida e precisa a respeito dos números. Entretanto, não houve acordo entre as partes e ambos continuaram a seguir caminhos opostos.
| Versão do Atlético   |              |
| Número de partidas   | 528          |
| Vitórias do Atlético | 213 (40,34%) |
| Vitórias do Cruzeiro | 173 (32,77%) |
| Empates              | 142 (26,89%) |
| Gols do Atlético     | 744 (53,1%)  |
| Gols do Cruzeiro     | 657 (46,9%)  |

| Versão do Cruzeiro   |              |
| Número de partidas   | 510          |
| Vitórias do Cruzeiro | 172 (33,73%) |
| Vitórias do Atlético | 201 (39,41%) |
| Empates              | 137 (26,86%) |
| Gols do Cruzeiro     | 646 (47,53%) |
| Gols do Atlético     | 713 (52,47%) |

### Confrontos eliminatórios
Listagem de confrontos oficiais em jogos de mata-mata a nível nacional e internacional entre Atlético e Cruzeiro.
Campeonato Brasileiro de 1986
- O Atlético elimina o Cruzeiro nas quartas de final após dois empates, uma vez que possuía a vantagem em caso de dois resultados iguais.

Copa Ouro de 1993
- O Atlético elimina o Cruzeiro na semifinal nos pênaltis, em jogo único.

Campeonato Brasileiro de 1999
- O Atlético elimina o Cruzeiro nas quartas de final após duas vitórias.

Copa do Brasil de 2014
- O Atlético derrota o Cruzeiro na final e vence a competição pela primeira vez, pelo placar agregado de 3 a 0.

Copa do Brasil de 2019
- O Cruzeiro elimina o Atlético nas quartas de final pelo placar agregado de 3 a 2.

### Decisões de títulos
Finais de campeonatos e torneios oficias decididos por Atlético Mineiro e Cruzeiro, desconsiderando turnos do Campeonato Mineiro.
Copa do Brasil
- O Atlético venceu a Copa do Brasil de 2014 superando o Cruzeiro na final.[24]

Campeonato Mineiro
Atlético e Cruzeiro fizeram a final do Campeonato Mineiro 26 vezes.
- O Cruzeiro venceu o Atlético na final do estadual em 14 oportunidades: em 1940, 1967, 1972, 1977, 1987, 1990, 1998, 2004, 2008, 2009, 2011, 2014, 2018 e 2019.

- O Atlético superou o Cruzeiro na decisão 11 vezes: em 1931, 1954, 1962, 1976, 1985, 2000, 2007, 2013, 2017, 2022 e 2024.

- No Campeonato Mineiro de 1956, o título acabou sendo dividido entre os dois clubes.

Taça Minas Gerais
- Considerando-se as edições da Taça Minas Gerais nas quais o torneio era independente do Campeonato Mineiro, a final deste foi decidida pelos dois em três ocasiões. O Atlético venceu as decisões de 1975 e 1976, enquanto o Cruzeiro venceu a final de 1973.[26]

Copa dos Campeões Mineiros
- O Cruzeiro venceu a Copa dos Campeões Mineiros de 1999, derrotando o Atlético na decisão. Foi a segunda e última edição do torneio, sendo que nessa ocasião, a final também era válida pelas semifinais da Copa Centro-Oeste.

### Retrospecto pelo Campeonato Brasileiro
Estatísticas considerando-se o Campeonato Brasileiro Unificado (até 18 de maio de 2025):
|               | Atlético    | Cruzeiro    |
| ------------- | ----------- | ----------- |
| Vitórias      | 28 (37,33%) | 23 (30,67%) |
| Empates       | 24 (32%)    | 24 (32%)    |
| Partidas      | 75          | 75          |
| Gols marcados | 96 (51,06%) | 92 (48,94%) |
| Total de gols | 188         | 188         |

### Maiores goleadas
O maior placar da história do Clássico foi de 9 a 2, favorável ao Atlético, pelo Campeonato Mineiro de 1927. A maior vitória do Cruzeiro sobre o Atlético foi por 6 a 1, em jogo válido pelo Campeonato Brasileiro de 2011.
- Maiores goleadas do Atlético:

| Data                   | Partida                       | Evento             | Estádio                          |
| ---------------------- | ----------------------------- | ------------------ | -------------------------------- |
| 27 de novembro de 1927 | Atlético 9–2 Palestra Itália  | Campeonato Mineiro | Campo do América (Av. Paraopeba) |
| 21 de junho de 1936    | Palestra Itália 1–6 Atlético  | Campeonato Mineiro | Estádio do Barro Preto           |
| 27 de maio de 1942     | Atlético 6–1 Palestra Mineiro | Amistoso           | Estádio Antônio Carlos (Lourdes) |
| 21 de junho de 1953    | Atlético 5–0 Cruzeiro         | Campeonato Mineiro | Estádio Antônio Carlos (Lourdes) |
| 7 de dezembro de 1947  | Atlético 6–2 Cruzeiro         | Amistoso           | Estádio Antônio Carlos (Lourdes) |

- Maiores goleadas do Cruzeiro:

| Data                  | Partida               | Evento                     | Estádio         |
| --------------------- | --------------------- | -------------------------- | --------------- |
| 4 de dezembro de 2011 | Cruzeiro 6–1 Atlético | Campeonato Brasileiro      | Arena do Jacaré |
| 27 de abril de 2008   | Atlético 0–5 Cruzeiro | Campeonato Mineiro         | Mineirão        |
| 26 de abril de 2009   | Cruzeiro 5–0 Atlético | Campeonato Mineiro         | Mineirão        |
| 4 de abril de 1999    | Atlético 1–5 Cruzeiro | Copa dos Campeões Mineiros | Mineirão        |

### Maiores artilheiros
- Maiores artilheiros do Clássico pelo Atlético:[31]

| Posição | Jogador       | Gols |
| ------- | ------------- | ---- |
| 1       | Guará         | 26   |
| 2       | Reinaldo      | 16   |
| 2       | Ubaldo        | 16   |
| 3       | Lucas Miranda | 15   |
| 4       | Tomazinho     | 10   |

- Maiores artilheiros do Clássico pelo Cruzeiro:[31]

| Posição | Jogador         | Gols |
| ------- | --------------- | ---- |
| 1       | Niginho         | 25   |
| 2       | Alcides Lemos   | 22   |
| 3       | Orlando Fantoni | 18   |
| 4       | Abelardo        | 15   |
| 5       | Bengala         | 12   |

### Maiores invencibilidades
Lista das maiores séries invictas do Clássico Mineiro:
| P. | Invicto  | Período     | Jogos | Resultados                     | Aproveitamento (%) |
| -- | -------- | ----------- | ----- | ------------------------------ | ------------------ |
| 1  | Atlético | 1985 a 1987 | 13    | Cinco vitórias e oito empates  | 58,97%             |
| 2  | Cruzeiro | 2007 a 2009 | 12    | Dez vitórias e dois empates    | 88,89%             |
| 3  | Atlético | 2013 a 2015 | 11    | Seis vitórias e cinco empates  | 69,69%             |
| 4  | Atlético | 1947 a 1948 | 10    | Nove vitórias e um empate      | 93,33%             |
| 5  | Atlético | 1937 a 1939 | 10    | Oito vitórias e dois empates   | 86,66%             |
| 6  | Cruzeiro | 1966 a 1968 | 10    | Cinco vitórias e cinco empates | 66,67%             |
| 7  | Atlético | 1970 a 1972 | 10    | Quatro vitórias e seis empates | 60,00%             |
| 8  | Cruzeiro | 2000 a 2002 | 10    | Três vitórias e sete empates   | 53,33%             |

### Torcidas

#### Pesquisas
AtlasIntel (2023)
- Atlético: 4,3% dos torcedores
- Cruzeiro: 6,1% dos torcedores

Margem de erro de 2,0 p.p.
CNN/Itatiaia/Quaest (2024)
- Atlético: 4% dos torcedores.
- Cruzeiro: 4% dos torcedores.

Margem de erro de 1,4 p.p.

#### Ranking digital (redes sociais)
- Atlético: 12.043.283 seguidores.
- Cruzeiro: 10.981.149 seguidores.

Números de julho de 2025.

### Maiores públicos
O recorde de público presente da história do Clássico foi registrado em 4 de maio de 1969, com 123.351 presentes, em partida realizada no Mineirão, válida pelo Campeonato Mineiro.
Listagem dos maiores públicos da história do confronto:
| #                                           | Data                    | Partida               | Evento                        | Estádio                      | Público |
| ------------------------------------------- | ----------------------- | --------------------- | ----------------------------- | ---------------------------- | ------- |
| 1                                           | 4 de maio de 1969       | Atlético 0–1 Cruzeiro | Campeonato Mineiro            | Mineirão                     | 123.351 |
| 2                                           | 9 de outubro de 1977    | Atlético 1–3 Cruzeiro | Campeonato Mineiro            | Mineirão                     | 122.534 |
| 3                                           | 26 de outubro de 1980   | Atlético 1–0 Cruzeiro | Campeonato Mineiro            | Mineirão                     | 115.983 |
| 4                                           | 8 de novembro de 1981   | Atlético 1–1 Cruzeiro | Campeonato Mineiro            | Mineirão                     | 112.919 |
| 5                                           | 2 de junho de 1968      | Atlético 1–2 Cruzeiro | Campeonato Mineiro            | Mineirão                     | 110.432 |
| 6                                           | 15 de dezembro de 1974  | Atlético 1–2 Cruzeiro | Campeonato Mineiro            | Mineirão                     | 109.363 |
| 7                                           | 5 de dezembro de 1982   | Atlético 2–1 Cruzeiro | Campeonato Mineiro            | Mineirão                     | 108.935 |
| 8                                           | 2 de agosto de 1970     | Atlético 2–1 Cruzeiro | Campeonato Mineiro            | Mineirão                     | 106.155 |
| 9                                           | 3 de abril de 1977      | Atlético 2–0 Cruzeiro | Campeonato Mineiro            | Mineirão                     | 103.725 |
| 10                                          | 25 de abril de 1976     | Atlético 2–1 Cruzeiro | Taça Minas Gerais             | Mineirão                     | 101.404 |
| 11                                          | 9 de dezembro de 1984   | Atlético 1–0 Cruzeiro | Campeonato Mineiro            | Mineirão                     | 99.174  |
| 12                                          | 27 de março de 1977     | Atlético 2–0 Cruzeiro | Campeonato Mineiro            | Mineirão                     | 99.044  |
| 13                                          | 29 de janeiro de 1978   | Atlético 2–1 Cruzeiro | Campeonato Brasileiro         | Mineirão                     | 98.778  |
| 14                                          | 18 de setembro de 1966  | Atlético 0–2 Cruzeiro | Campeonato Mineiro            | Mineirão                     | 97.965  |
| 15                                          | 28 de setembro de 1969  | Atlético 1–2 Cruzeiro | Torneio Roberto Gomes Pedrosa | Mineirão                     | 97.928  |
| 16                                          | 8 de fevereiro de 1987  | Atlético 0–0 Cruzeiro | Campeonato Brasileiro         | Mineirão                     | 94.381  |
| 17                                          | 10 de setembro de 1967  | Atlético 0–0 Cruzeiro | Campeonato Mineiro            | Mineirão                     | 93.577  |
| 18                                          | 7 de agosto de 1977     | Atlético 0–0 Cruzeiro | Campeonato Mineiro            | Mineirão                     | 91.696  |
| 19                                          | 5 de março de 1967      | Atlético 0–4 Cruzeiro | Torneio Roberto Gomes Pedrosa | Mineirão                     | 91.042  |
| 20                                          | 18 de fevereiro de 1979 | Atlético 2–1 Cruzeiro | Campeonato Mineiro            | Mineirão                     | 90.894  |
| Maior público no Século XXI                 |                         |                       |                               |                              |         |
| –                                           | 6 de outubro de 2001    | Atlético 2–2 Cruzeiro | Campeonato Brasileiro         | Mineirão                     | 84.259  |
| Maior público no Novo Mineirão (desde 2013) |                         |                       |                               |                              |         |
| –                                           | 10 de agosto de 2024    | Cruzeiro 0–0 Atlético | Campeonato Brasileiro         | Mineirão                     | 61.583  |
| Maior público na Arena MRV                  |                         |                       |                               |                              |         |
| –                                           | 30 de março de 2024     | Atlético 2–2 Cruzeiro | Campeonato Mineiro            | Arena MRV                    | 42.592  |
| Maior público na Arena Independência        |                         |                       |                               |                              |         |
| –                                           | 7 de maio de 2017       | Atlético 2–1 Cruzeiro | Campeonato Mineiro            | Independência                | 22.411  |
| Maior público fora de Belo Horizonte        |                         |                       |                               |                              |         |
| –                                           | 3 de junho de 2023      | Cruzeiro 0–1 Atlético | Campeonato Brasileiro         | Parque do Sabiá (Uberlândia) | 34.344  |

### Títulos
| Competições Continentais                      | Atlético | Cruzeiro |
| --------------------------------------------- | -------- | -------- |
| Copa Libertadores da América                  | 1        | 2        |
| Supercopa Libertadores                        | 0        | 2        |
| Recopa Sul-Americana                          | 1        | 1        |
| Copa Sul-Americana                            | 0        | 0        |
| Copa Master da Supercopa                      | 0        | 1        |
| Copa de Ouro Nicolás Leoz                     | 0        | 1        |
| Copa Conmebol                                 | 2        | 0        |
| Competições Nacionais                         | Atlético | Cruzeiro |
| Campeonato Brasileiro                         | 3*       | 4**      |
| Copa do Brasil                                | 2        | 6        |
| Supercopa do Brasil                           | 1        | 0        |
| Copa dos Campeões da Copa Brasil              | 1        | 0        |
| Campeonato Brasileiro – Série B               | 1        | 1        |
| Competições Interestaduais                    | Atlético | Cruzeiro |
| Copa Sul-Minas                                | 0        | 2        |
| Copa Centro-Oeste                             | 0        | 1        |
| Competições Estaduais                         | Atlético | Cruzeiro |
| Campeonato Mineiro***                         | 50       | 38       |
| Supercampeonato Mineiro****                   | 0        | 1        |
| Taça Minas Gerais (Torneio independente)***** | 2        | 1        |
| Taça Minas Gerais (Turnos)*****               | 3        | 4        |
| Taça Belo Horizonte                           | 3        | 0        |
| Copa dos Campeões Mineiros                    | 0        | 2        |
| Torneio Incentivo Mineiro - FMF               | 1        | 0        |
| Torneio da FMF                                | 1        | 0        |
| Torneio Início******                          | 8        | 8        |
| Competições Municipais                        | Atlético | Cruzeiro |
| Copa Belo Horizonte                           | 1        | 1        |
| Taça Bueno Brandão                            | 1        | 0        |
| Total de títulos oficiais                     | 82       | 76       |

* Inclui a Copa dos Campeões de 1937, unificada ao Campeonato Brasileiro pela CBF em 25 de agosto de 2023.
** Inclui a Taça Brasil de 1966, unificada ao Campeonato Brasileiro pela CBF em dezembro de 2010.
*** O título do Cruzeiro do Campeonato de 1926 organizado pela Associação Mineira de Esportes Terrestres (AMET) não é reconhecido pela Federação Mineira.
**** O Supercampeonato Mineiro de 2002 foi administrado pelos próprios times participantes, e por isso não é reconhecido como uma edição do Campeonato Mineiro pela FMF.
***** Algumas edições da Taça Minas Gerais foram turnos do Campeonato Mineiro, outras foram competições à parte do Campeonato Mineiro.
****** A Federação Mineira de Futebol não reconhece as competições da AMET nos anos de 1926 e 1927, tornando os dois títulos do Cruzeiro do Torneio Início da AMET não oficiais.